# Paullinia rhizantha
Paullinia rhizantha är en kinesträdsväxtart som beskrevs av Poeppig & Endl.. Paullinia rhizantha ingår i släktet Paullinia och familjen kinesträdsväxter. Inga underarter finns listade i Catalogue of Life.